# Pachychernes florezi
Espèce
Pachychernes florezi est une espèce de pseudoscorpions de la famille des Chernetidae.

## Distribution
Cette espèce est endémique du département de Bolívar en Colombie. Elle se rencontre vers San Jacinto.

## Description
La femelle holotype mesure 2,65 mm et la femelle paratype 3,20 mm, les mâles mesurent de 2,65 à 3,18 mm et les femelles de 2,57 à 3,69 mm.

## Systématique et taxinomie
Cette espèce a été décrite par Marimón, Villarreal-Blanco, Romero-Ortiz et Gutierrez en 2021.

## Étymologie
Cette espèce est nommée en l'honneur d'Eduardo Flórez Daza.

## Publication originale
- Marimón, Villarreal-Blanco, Romero-Ortiz & Gutierrez, 2021 : « A new species and new records of Pachychernes Beier, 1932 from Colombia (Pseudoscorpiones, Chernetidae). » Zootaxa, no 4999(4), p. 363–376.